# NGC 6025
NGC 6025 (také známá jako Caldwell 95) je jasná otevřená hvězdokupa v souhvězdí Jižního trojúhelníku vzdálená přibližně 2 700 světelných let. Objevil ji francouzský astronom abbé Nicolas-Louis de Lacaille v roce 1752.

## Pozorování

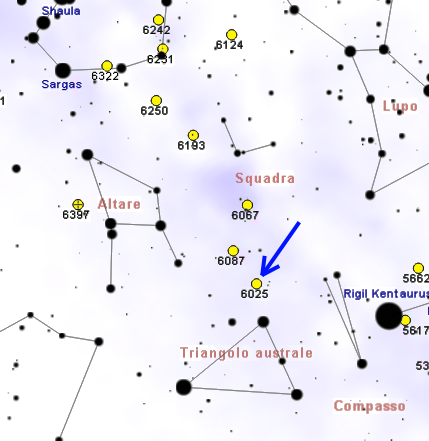
Poloha NGC 6025 v souhvězdí Jižního trojúhelníku

NGC 6025 je docela jasná hvězdokupa na hranici viditelnosti pouhým okem, za velmi dobrých podmínek je možné ji vidět bez přístrojů jako rozostřenou hvězdu. Hvězdokupu je možné snadno najít zhruba 10 stupňů východně od jasné hvězdy Alfa Centauri, severně od hvězd Jižního trojúhelníku. Za tmavých nocí stačí k jejímu rozložení na jednotlivé hvězdy triedr 10x50, malý dalekohled ji zcela rozloží na jednotlivé hvězdy i při malém zvětšení. Skládá se ze dvou hvězd s magnitudou 7 a patnácti hvězd 9. magnitudy rozesetých podél osy mířící od severozápadu k jihovýchodu, což jí dodává protažený vzhled. 
Kvůli její velké jižní deklinaci není hvězdokupa vůbec pozorovatelná v mnoha obydlených oblastech severní polokoule, jako je Evropa a téměř celá severní Amerika; v obydlených oblastech jižní polokoule je naopak cirkumpolární. Nejvhodnější období pro její pozorování na večerní obloze jižní polokoule je od května do listopadu.

## Historie pozorování
NGC 6025 nalezl Nicolas-Louis de Lacaille 5. března 1752, který ji popsal jako skupinu tří velmi malých hvězdiček obklopených mlhovinou a zařadil ji do svého katalogu vydaného v roce 1755, ve kterém shromáždil výsledky svého pozorování jižní oblohy z Kapského Města. Později ji znovu pozoroval James Dunlop, který dosáhl jejího úplného rozložení na hvězdy, takže zcela zmizel vzhled mlhoviny.

## Vlastnosti
Hvězdokupa nejeví známky středového zhuštění a je značně protažená severojižním směrem. Obsahuje zhruba 140 hvězd rozmístěných v okruhu 15', rozměr tohoto objektu ve vzdálenosti 756 parseků (2 460 světelných let) je tedy kolem 11 světelných let. Její nejjasnější hvězdy jsou 7. magnitudy a jsou dobře viditelné i triedrem. Její odhadované stáří je 90 milionů let, tedy téměř stejné jako u hvězdokupy Plejády.
Nejjasnější hvězda má katalogové označení HD 143448, je to modrá hvězda hlavní posloupnosti třídy B1Ve a vyskytla se domněnka, že se jedná o modrého opozdilce, který vznikl spojením dvou hvězd. Krom toho stojí za zmínku další tři hvězdy se zvláštními vlastnostmi a několik spektroskopických dvojhvězd.